# 感官

人类的视觉和听觉犹如头脑中一个小人在看电影。

感官（英文：sensory organ or sense organ）是泛指能接受外界刺激的特化器官與分佈在部分身體上的感觉神经，其運作依全有全無律，是生物體得到外界資訊的通道。
就人類而言其包括眼睛的視覺、耳朵的聽覺、口腔的味覺、鼻子的嗅覺等主要的特化器官與分佈在皮膚的觸覺。

## 其他感官
- 冷熱感
- 痛感
- 平衡感（本体感受的一种）
- 動感
- 加速感
- 时间感
- 空间感
- 情感
- 内部感受（如引发咳嗽，控制呼吸频率，饥饿或口渴时发出提醒等）

## 非人類感官
- 電場感
- 磁場感
- 音波感
- 壓力感
- 偏振光感